# Hopeilijster
De hopeilijster (Turdus feae) is een zangvogel uit de familie lijsters (Turdidae).

## Verspreiding en leefgebied
Deze soort komt voor in China, India, Myanmar en Thailand.